# Pauropus dawydoffi
Pauropus dawydoffi är en mångfotingart som beskrevs av Paul Auguste Remy 1933. Pauropus dawydoffi ingår i släktet grovfåfotingar, och familjen fåfotingar. Inga underarter finns listade i Catalogue of Life.